# Daventry (circonscription britannique)

La circonscription dans le Northamptonshire.

La circonscription de Daventry est une circonscription électorale anglaise située dans le Northamptonshire et représentée à la Chambre des communes du Parlement britannique.